# AEG C.VI
O AEG C.VI foi um protótipo de dois lugares biplano para reconhecimento aéreo da Primeira Guerra Mundial. Ele foi desenvolvido em 1916 a partir do modelo AEG C.IV, mas não chegou a entrar em produção.